# Clifton (Derbyshire)
Pour les articles homonymes, voir Clifton.
Clifton est un village du Derbyshire, en Angleterre.